# The Old Grey Whistle Test
The Old Grey Whistle Test (abreviado usualmente a Whistle Test o OGWT) fue un programa de televisión británico, donde se presentaban artistas y grupos de música rock. Bandas y músicos como Bob Marley and the Wailers, Billy Joel, Judas Priest, Wishbone Ash, Judee Sill, Heart, Lynyrd Skynyrd y New York Dolls aparecieron en el programa.
Se emitió entre 1971 y 1988 por el canal BBC2. Reemplazó al programa musical Disco 2, que se emitió entre septiembre de 1970 y julio de 1971. Fue creado por el productor de la BBC Rowan Ayers. De acuerdo al presentador Bob Harris, el nombre del programa derivó de una frase célebre del grupo Tin Pan Alley.